# Triolet
Trioletul este o poezie cu formă fixă, alcătuită din opt (uneori șapte ) versuri de câte opt silabe fiecare, pe două rime, la care primul vers este identic cu al patrulea și cu al șaptelea, iar al doilea vers este identic cu cel de-al optulea.
A doua rimă nu apare decât în versurile 2, 6 și 8. Dacă trioletul are numai 7 versuri, a doua rimă nu se mai repetă la sfârșit.
Trioletul poate fi scris în două catrene sau în opt versuri grupate.
Înrudit cu rondelul, trioletul s-a născut în Franța, în secolul al XIII-lea, fiind numit și rondel simplu. A fost în mare vogă până la Renaștere, după care a fost aproape uitat până la a doua jumătate a secolului al XVII-lea.
Exemplu de triolet
În versuri scurte, ușurele 

Țesând un șir de triolete, 

n-avui de gând să-nșir mărgele 

în versuri scurte ușurele… 

trăiește-un suflet cald în ele 

ademenit de-a vieții sete, 

în versuri scurte, ușurele 

țesând un șir de triolete. 

(J. B. Hetrat, Triolet)
Iată cum vede Ion Minulescu menirea trioletului, în poezia sa Odeletă:
... Îți voi aduce trei smaralde nemaivăzute-n altă țară,

Trei perle blonde, pescuite de Negri-n golful de Aden, 

Și trei rubine-nsângerate, ascunse toate-ntr-un refren

De Triolet, 

Pe care nimeni nu-l va întelege, - fiindcă nu-i

În lume nimeni să-nțeleagă simbolul Trioletului! ...